# مارسلینو گالاتاس
مارسلینو گالاتاس (انگلیسی: Marcelino Gálatas; ۲ آوریل ۱۹۰۳ – ۸ آوریل ۱۹۹۴) بازیکن فوتبال اهل اسپانیا بود.
از باشگاه‌هایی که در آن بازی کرده‌است می‌توان به باشگاه فوتبال اتلتیک بیلبائو، باشگاه فوتبال اتلتیکو مادرید، و باشگاه فوتبال رئال سوسیداد اشاره کرد.
وی همچنین در تیم ملی فوتبال اسپانیا بازی کرده‌است.